# ماريكو تسوتسوي
ماريكو تسوتسوي (باليابانية: 筒井真理子؛ بالكانا: つつい まりこ) هي ممثلة يابانية، ولدت في 13 أكتوبر 1962 في كوفو في اليابان.

## وصلات خارجية
- الموقع الرسمي
- ماريكو تسوتسوي على موقع IMDb (الإنجليزية)
- ماريكو تسوتسوي على موقع قاعدة بيانات الفيلم (الإنجليزية)